# Afon Alaw
Afon Alaw è uno dei fiumi più grandi di Anglesey. Si trova nel nord dell'isola. La sua lunghezza è di circa 10 miglia (compreso il suo percorso attraverso Llyn Alaw). È stato chiamato "Afon Alaw" perché la Liliaceae (ninfea) cresce lì.

## Percorso del fiume
Il fiume ha origine vicino a Llannerch-y-medd, nel centro dell'isola, e sfocia nel Llyn Alaw, un lago artificiale formato dalla costruzione di una diga sul fiume. Numerosi altri corsi d'acqua confluiscono nel lago.
Dopo aver lasciato il lago, il fiume scorre oltre Llanbabo e Llanfachreth, e viene raggiunto da un altro fiume, chiamato Afon Alaw Fach. Raggiunge il mare a Penrhos, a est di Holyhead.

## Tradizioni e storia
Il fiume Alaw è menzionato in Brawnwen ferch Llŷr, il secondo filone dei Mabinogi, dove viene raccontata la storia di Branwen che muore per un crepacuore perché così tanti guerrieri coraggiosi dall'Isola di Prydain (l'Isola di Gran Bretagna) e l'Irlanda sono morti per lei, e poi sepolti in una tomba sulle rive del fiume Alaw.
Un cimitero vicino al fiume vicino a Llanbabo è noto come Bedd Branwen, che si pensa fosse l'età del bronzo.
La nave a vela Afon Alaw e la gemella Afon Cefni, prese il nome dal fiume.